# Jonquerettes
Jonquerettes é uma comuna francesa na região administrativa da Provença-Alpes-Costa Azul, no departamento de Vaucluse. Estende-se por uma área de 2,57 km². Em 2010 a comuna tinha 1 565 habitantes (densidade: 608,9 hab./km²).